# Années 1540 av. J.-C.
Les années 1540 av. J.-C. couvrent les années de 1549 av. J.-C. à 1540 av. J.-C.

## Évènements
- 1547-1522[1] : règne d’Ashur-nirâri Ier, roi d’Assyrie[2].

Amenhotep Ier

- 1546-1526 av. J.-C.[1] : dates présumées du règne d'Amenhotep Ier (Aménophis Ier)[2],[3], pharaon de la XVIIIe dynastie. Amenhotep Ier, fils d’Ahmôsis Ier et de la reine Ahmès-Néfertary, règne de 21 à 30 ans. Pour affirmer les conquêtes de son père, il guerroie dans le Sud (Koush), jusqu’à Karoy, en aval de la 3e cataracte du Nil[4]. Aucune mention ne précise de campagne en Asie, mais en l’an 2 de son règne, son fils Thoutmôsis Ier déclare que l’Empire égyptien s’étend jusqu’à l’Euphrate. La reconquête de la Basse-Nubie permet d’en contrôler les mines d’or et les carrières. Les Nubiens sont progressivement égyptianisés, les forteresses du Moyen Empire sont réactivées, de nouvelles sont construites, permettant un strict contrôle des mouvements de population et du commerce. Le tribut nubien, essentiellement de l’or, mais aussi les produits du grand commerce africain, joue désormais un rôle essentiel dans les moyens dont dispose l’État égyptien.
- 1545-1520 av. J.-C.[1] : règne de Kur-Kirwesh, roi d’Élam[2].

## Art et culture

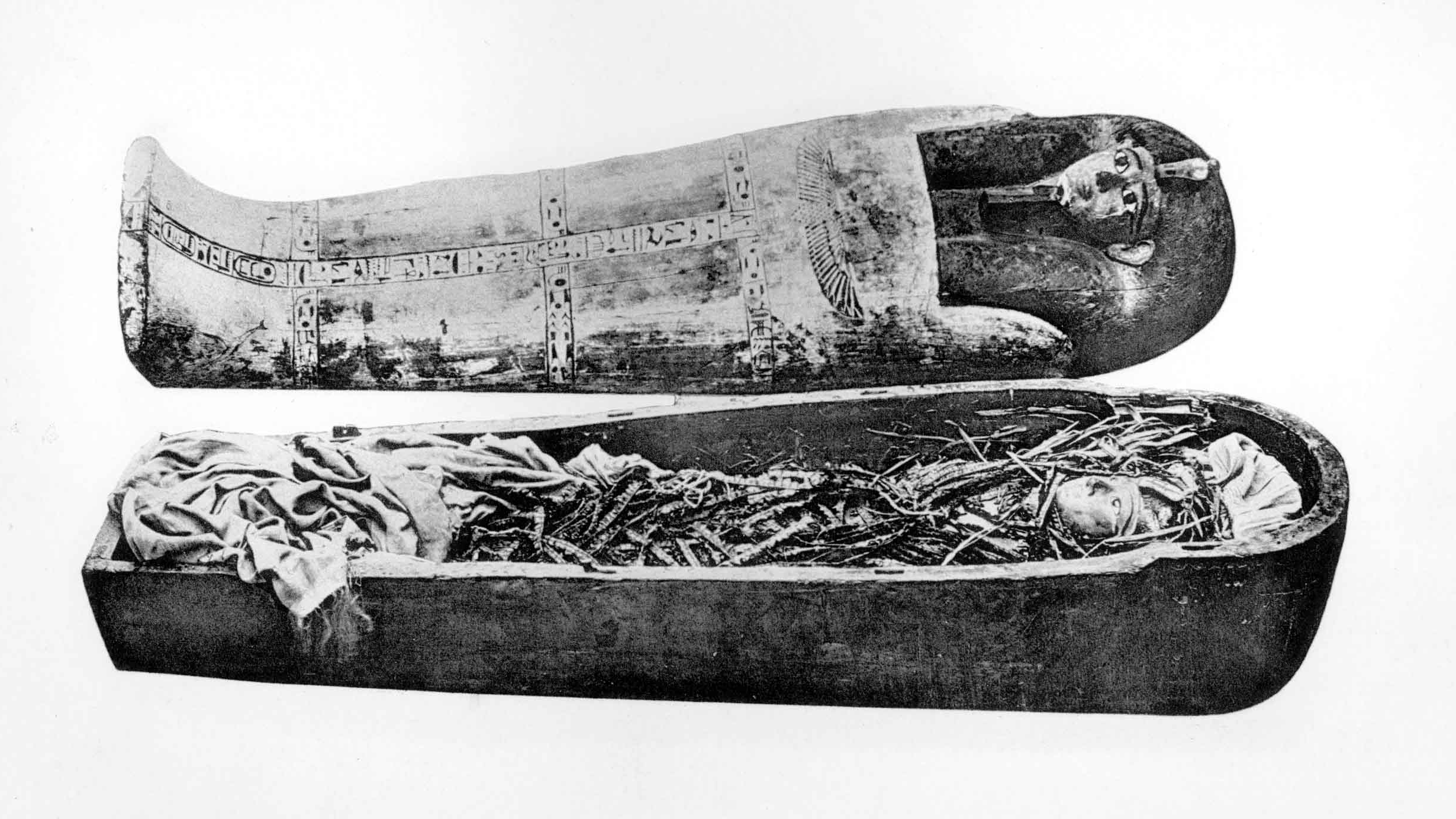
Sarcophage et momie d'Amenhotep Ier trouvée dans la cachette royale TT320.

- Amenhotep Ier et son maître d’œuvre Inéni agrandissent le temple d’Amon à Karnak. Amenhotep Ier fait construire par Inéni le premier tombeau de la Vallée des rois sur la montagne de Thèbes[5]. Sa momie, retrouvée en 1881 dans la cache royale  de Deir el-Bahari, est entièrement revêtu de toile orange et d’un masque de bois et de carton peint, et couverte de guirlandes de fleurs bleues, jaunes et rouges.